# Le Quarante et unième (film, 1927)
Pour les articles homonymes, voir Le Quarante et unième (homonymie).
Pour plus de détails, voir Fiche technique et Distribution.
Le Quarante et unième (Сорок первый, Sorok pervyy) est un film soviétique réalisé par Yakov Protazanov, sorti en 1927,.

## Fiche technique
- Titre français : Le Quarante et unième[3]
- Photographie : Piotr Ermolov
- Décors : Sergeï Kozlovskiï

## Distribution
- Ivan Koval-Samborsky :
- Ivan Shtraukh : (comme I. Shtraukh)
- Ada Voïtsik : Maryutka